# قیصر حمید (بازیکن فوتبال، زاده، ۱۹۵۰)
قیصر حمید (انگلیسی: Qaisar Hameed؛ زادهٔ ۱ ژوئیهٔ ۱۹۵۰) بازیکن فوتبال اهل عراق بود.
وی همچنین در تیم ملی فوتبال عراق بازی کرده‌است.